# Čierny Potok
Čierny Potok ist eine Gemeinde in der südlichen Mittelslowakei mit 119 Einwohnern (Stand 31. Dezember 2024), die im Okres Rimavská Sobota, einem Kreis des Banskobystrický kraj, liegt.

## Geographie

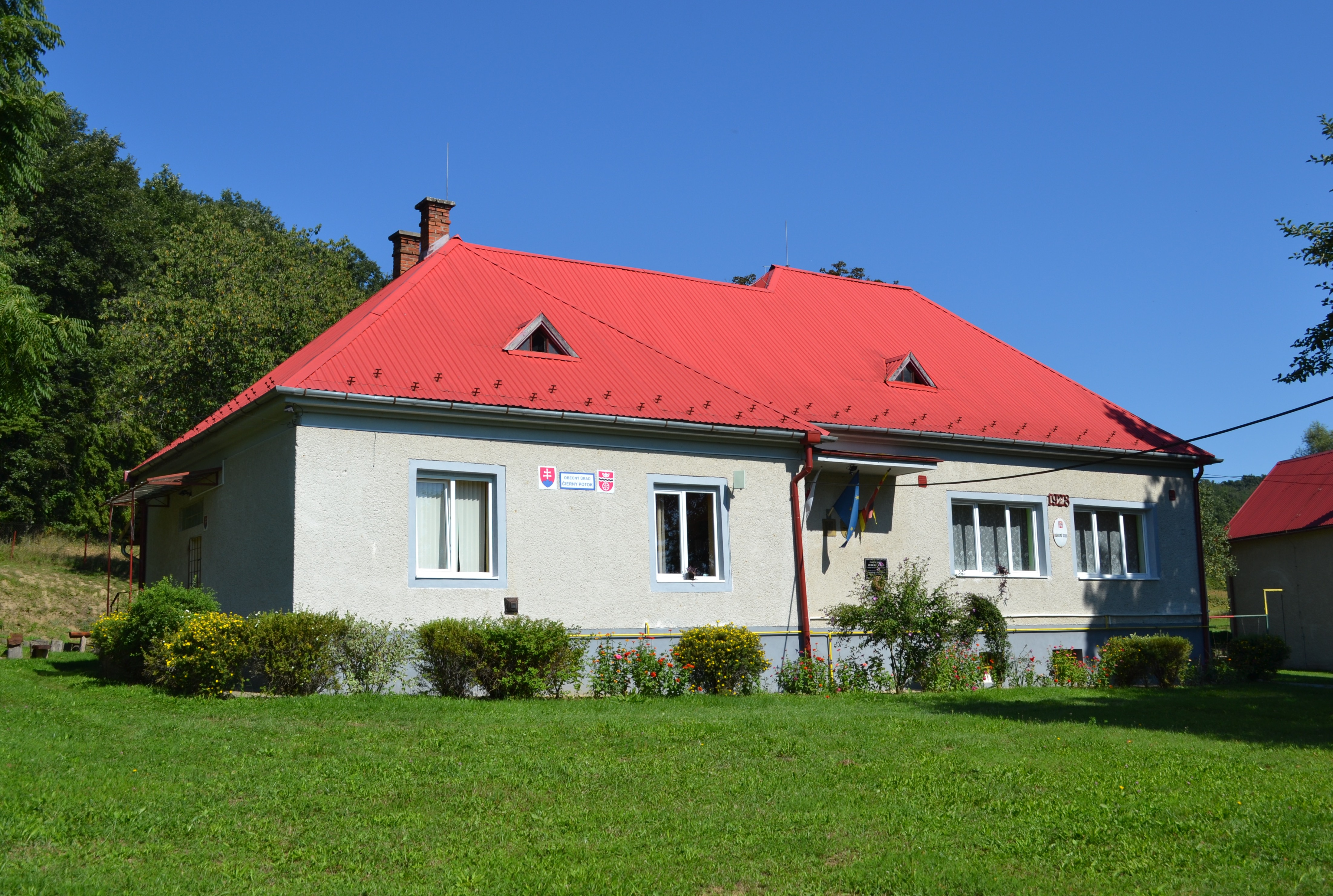
Gemeindeamt von Čierny Potok

Die Gemeinde befindet sich im Nordteil des Berglands Cerová vrchovina am Bach Čierny potok im Einzugsgebiet der Gortva und somit der Rimava. Das Ortszentrum liegt auf einer Höhe von 215 m n.m. und ist 22 Kilometer von Rimavská Sobota entfernt.
Nachbargemeinden sind Rimavská Sobota (Stadtteil Mojín) im Norden, Hodejov im Nordosten und Osten, Blhovce im Süden und Konrádovce im Südwesten und Westen.

## Geschichte
Die Geschichte von Čierny Potok ist jahrhundertelang mit jener von Hodejov verbunden. Von 1924 bis 1928 zogen in die Weiler Durenda und Hodoš slowakische Siedler aus der Gegend von Hriňová und Detva. Auf Grund des Ersten Wiener Schiedsspruchs lag das Gebiet der späteren Gemeinde von 1938 bis 1944 in Ungarn. Während der Besetzung wurden slowakische Siedler ins KZ abgeschoben, wo 12 von ihnen starben.
Die heutige Gemeinde entstand 1955 durch Ausgliederung aus der Gemeinde Hodejov.

## Bevölkerung
| Jahr                | 1994 | 2004    | 2014    | 2024     |
| ------------------- | ---- | ------- | ------- | -------- |
| Anzahl der Personen | 166  | 156     | 153     | 119      |
| Unterschied         |      | −6,02 % | −1,92 % | −22,22 % |

| Jahr                | 2023 | 2024    |
| ------------------- | ---- | ------- |
| Anzahl der Personen | 126  | 119     |
| Unterschied         |      | −5,55 % |

Gemäß der Volkszählung 2011 wohnten in Čierny Potok 156 Einwohner, davon 131 Slowaken, acht Magyaren sowie jeweils ein Tscheche und Ukrainer. Ein Einwohner gab eine andere Ethnie an und 14 Einwohner machten keine Angabe zur Ethnie.
107 Einwohner bekannten sich zur römisch-katholischen Kirche, drei Einwohner zur Evangelischen Kirche A. B., zwei Einwohner zur griechisch-katholischen Kirche sowie jeweils ein Einwohner. 16 Einwohner waren konfessionslos und bei 25 Einwohnern wurde die Konfession nicht ermittelt.